# Limonana

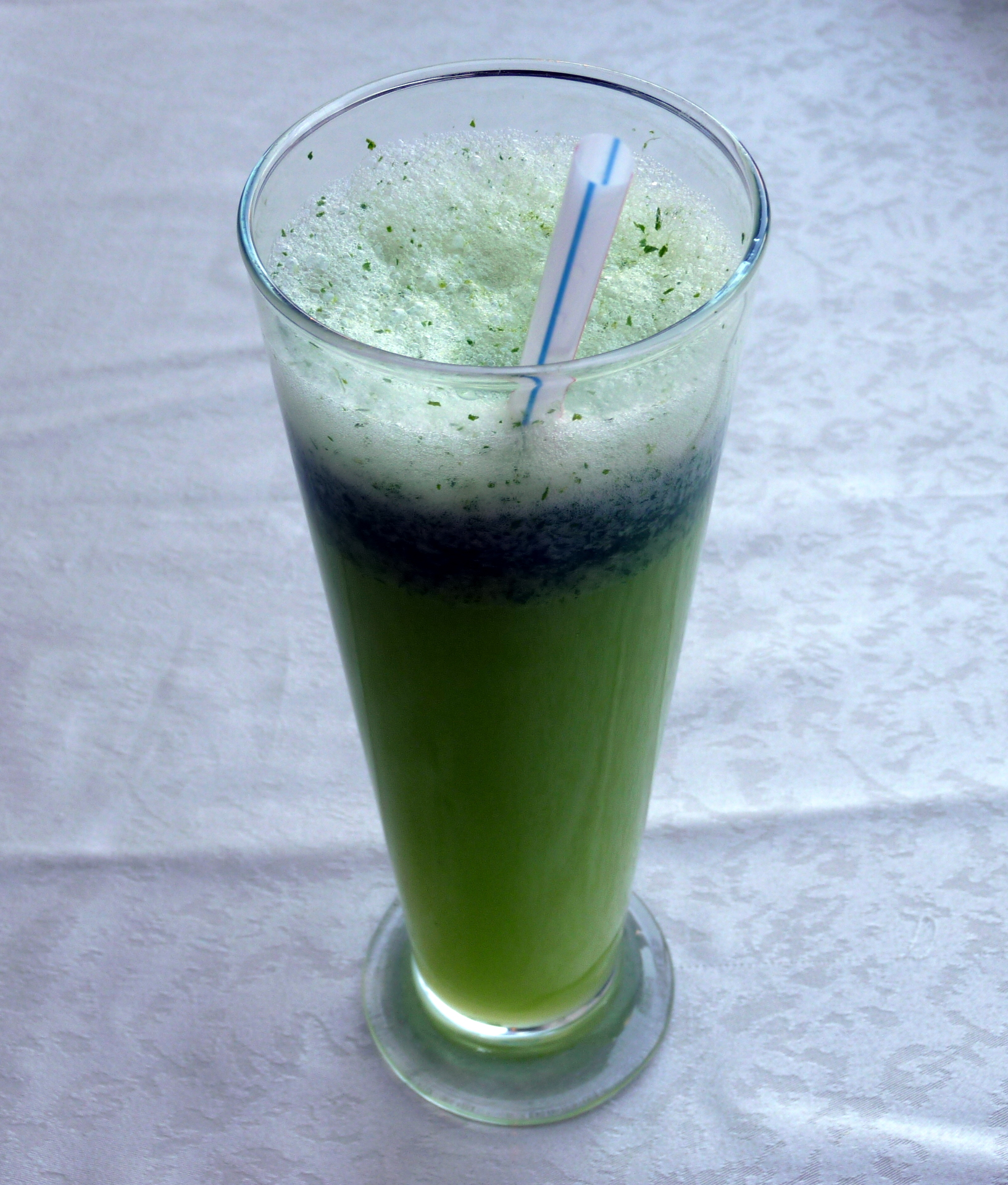
Limonana Sirvió en Damasco, Siria.

Limonana (en árabe, ليمون نعناع; en hebreo, לימונענע) es un tipo de limonada hecha de jugo de limón recién exprimido y hojas de menta fresca que sirve popularmente en verano en Oriente Próximo.
La limonana probablemente surgió en el Levante o en Turquía.

## Etimología
«Limonana» es un acrónimo de las palabras semitas laimūn (en árabe, ليمون, y en hebreo: לימון; «limón») y na'nā' (en árabe, نعناع, en hebreo, נענע, «menta»), en referencia a sus dos ingredientes principales.